# غوران بربيك
غوران بربيك (بالكرواتية: Goran Prpić)‏ مواليد 4 مايو 1964 في زغرب، جمهورية يوغوسلافيا الاشتراكية الاتحادية، هو لاعب كرة مضرب كرواتي سابق بدأ مسيرته كمحترف سنة 1984 وكان يلعب باليد اليمنى، اعتزل اللعب في 1996. أعلى تصنيف له في الفردي كان المركز الـ 16 في سنة 1991. سبق أن شارك في دورة الألعاب الأولمبية الصيفية.

## الميداليات
| الميدالية | المسابقة                       |
| --------- | ------------------------------ |
| برونزية   | الألعاب الأولمبية الصيفية 1992 |

## روابط خارجية
- غوران بربيك على موقع رابطة محترفي التنس (الإنجليزية)
- غوران بربيك على موقع الاتحاد الدولي لكرة المضرب (الإنجليزية)
- غوران بربيك على موقع كأس ديفيز (الإنجليزية)
- غوران بربيك على موقع خلاصة التنس.كوم (الإنجليزية)
- غوران بربيك على موقع أوليمبيديا (الإنجليزية)